# Routage ad hoc
Un protocole de routage ad hoc est un protocole de communication dédié au routage de paquets entre les différents nœuds d'un réseau maillé mobile. Dans un réseau ad hoc, les nœuds ne connaissent ni la topologie du réseau, ni la qualité des liens. Le protocole de routage ad hoc leur confère le moyen de les découvrir, permettant la construction, in fine, de systèmes de communication autonomes, dynamiques et sans infrastructure: les réseaux maillés mobile.

## Routagead hoc
On classe généralement les protocoles de routage pour les réseaux mobiles, d'abord en fonction de leur manière de découvrir le réseau, et après dans leur façon d'établir leurs tables de routage.

### Protocole proactif
Un protocole proactif est un protocole qui construit les tables de routage avant que la demande en soit effectuée. Il identifie en fait à chaque instant la topologie du réseau. 
Le groupe de travail MANet a standardisé les protocoles de routage les plus connus comme OLSR ou Babel; le premier a été largement utilisée au sein de la communauté Freifunk qui développa plus tard le protocole B.A.T.M.A.N. D'autres tentatives ont par ailleurs été initiées depuis la fin des années 1990, parmi lesquels DSDV (de l'anglais « Destination-Sequenced Distance Vector routing »), ou encore TBRPF (de l'anglais « Topology Dissemination Based on Reverse-Path Forwarding »).

### Protocole réactif
Un protocole réactif est un protocole qui construit une table de routage lorsqu'un nœud en effectue la demande. Il ne connait pas la topologie du réseau, il détermine le chemin à prendre pour accéder à un nœud du réseau lorsqu'on lui demande. Le groupe « MANet» est à l'origine de nombreux standards, parmi lesquels AODV, DSR ou encore AODVv2 (« Dynamic MANET On-demand »).